# Ella (Seri Lanca)

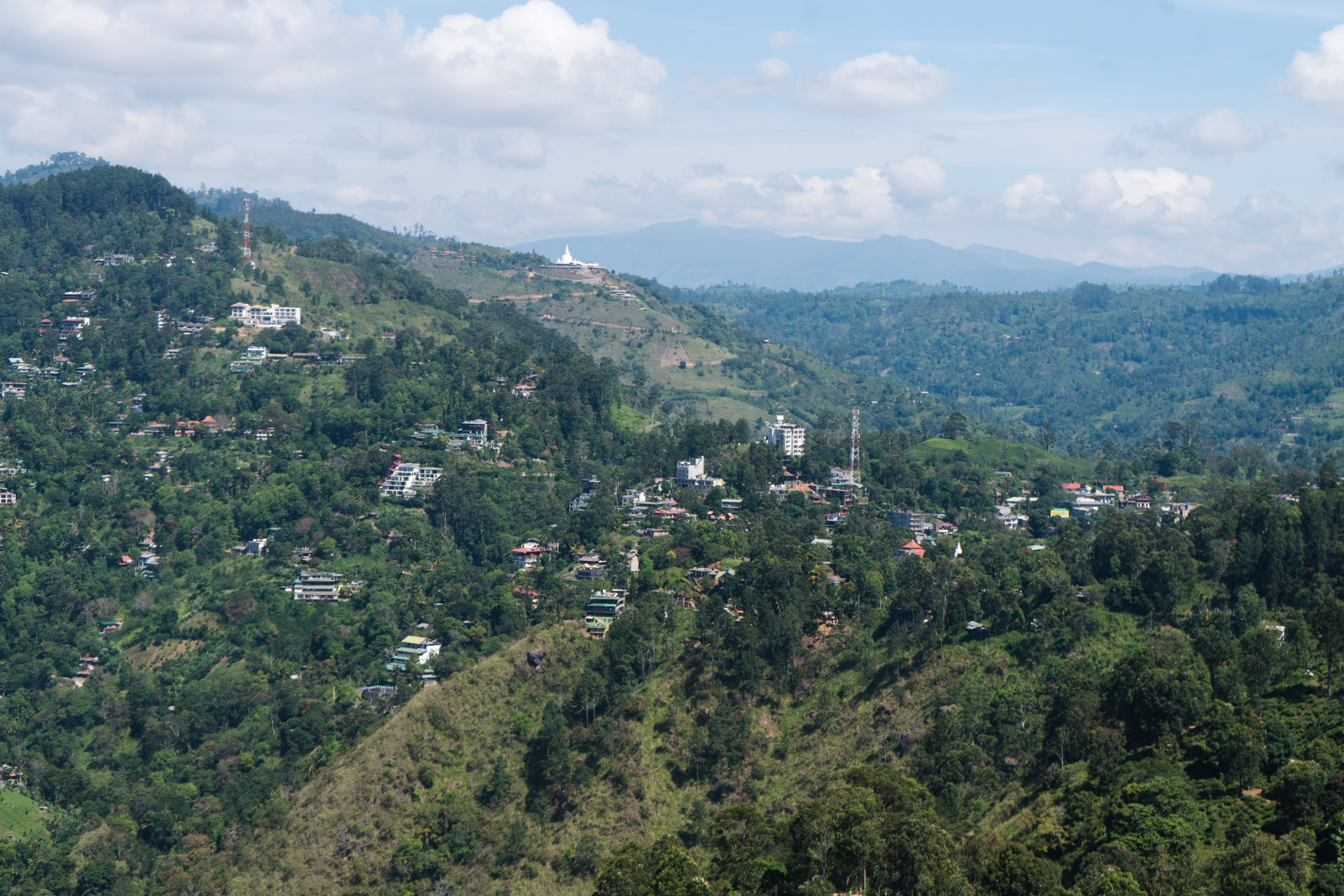
Vista da cidade desde o Little Adam's Peak

Ella (em cingalês: ඇල්ල, lit.: "queda de água"; em tâmil: எல்ல) é uma cidade do Seri Lanca, que pertence ao distrito de Badulla e à província de Uva. Situa-se a 1 041 metros de altitude, 54 km a leste de Nuwara Eliya, 135 km a sudeste de Cândia e 200 km a leste de Colombo (distâncias por estrada).
A cidade encontra-se numa região montanhosa com grande biodiversidade, com numerosas variedades de flora e fauna, que está coberta de florestas nubladas e plantações de chá. Devido à altitude, o clima é mais fresco do que as planícies próximas, que se avistam de Ella Gap.

## Transporte
Ella é servida pela Main Line, a linha ferroviária que vai de Colombo até Badulla, e pela estrada A16 (Beragala–Hali-Ela), que faz parte da ligação rodoviária entre as mesmas cidades. A estação ferroviária de Ella, inaugurada em 1918, é 75.ª estação da Main Line e situa-se a 271 km de Colombo.

## Turismo
Ella é uma das cidades com mais turismo do interior do Seri Lanca, dispondo de numerosos instalações hoteleiras. As principais atrações turísticas são as seguintes:
- Ponte dos Nove Arcos — ponte ferroviária em pedra que é um dos ícones turísticos do Sri Lanca.
- Dowa Raja Maha Viharaya — templo budista escavado na rocha com mais de 2 000 anos, oonde se encontra uma imagem inacabada de Buda com 12 metros de altura, escavada numa rocha junto ao templo.
- Ella Rock — monte rochoso com vistas panorâmicas
- Little Adam's Peak — montanha de forma piramidal com 1 141 m de altitude  situado a sudeste da cidade, cujo nome se deve à montanha masi alta do Seri Lanca (Pico de Adão).
- Quedas de água de Ravana, com 25 m de altura. Nas proximidades situa-se o templo budista de Ravana, situado numa caverna.

## Demografia
| Grupo étnico                          | População | %      |
| ------------------------------------- | --------- | ------ |
| Cingaleses                            | 29 822    | 66,62% |
| Tâmeis indianos                       | 12 084    | 27,00% |
| Tâmeis cingaleses                     | 802       | 1,80%  |
| Mouros cingaleses                     | 1 994     | 4,45%  |
| Outros (incluindo burghers e malaios) | 61        | 0,14%  |
| Total                                 | 44 763    |        |